# Рудня-Новенькая
Рудня-Новенькая (укр. Рудня-Новенька) — село в Шепетовском районе Хмельницкой области Украины.
Население по переписи 2001 года составляло 199 человек. Почтовый индекс — 30433. Телефонный код — 3840. Занимает площадь 0,108 км². Код КОАТУУ — 6825588505.

## Местный совет
30430, Хмельницкая обл., Шепетовский р-н, с. Судилков, ул. Ленина, 54